# Thiratoscirtus remyi
Thiratoscirtus remyi es una especie de araña saltarina del género Thiratoscirtus, familia Salticidae. Fue descrita científicamente por Berland & Millot en 1941.
Habita en Guinea.